# Det är så jag säger det
Det är så jag säger det är det andra studioalbumet av den svenska popartisten Håkan Hellström, utgivet 28 oktober 2002. Precis som debuten fick det andra albumet ett varmt mottagande av både kritiker och publik. På albumet återfinns singlarna "Kom igen Lena!", "Den fulaste flickan i världen" och "Mitt Gullbergs kaj paradis".

## Låtlista
| Nr  | Titel                                                                                         | Text            | Musik                      | Längd |
| --- | --------------------------------------------------------------------------------------------- | --------------- | -------------------------- | ----- |
| 1.  | Mitt Gullbergs kaj paradis                                                                    | Håkan Hellström | Hellström, Timo Räisänen   | 4:22  |
| 2.  | Förhoppningar och regnbågar                                                                   | Hellström       | Hellström                  | 4:21  |
| 3.  | Den fulaste flickan i världen                                                                 | Hellström       | Hellström, Björn Olsson    | 3:17  |
| 4.  | Kom igen Lena!                                                                                | Hellström       | Hellström                  | 3:51  |
| 5.  | Här kommer lyckan för hundar som oss (Melodi baserad på "Son of S:t Jacobs" av Broder Daniel) | Hellström       | Henrik Berggren, Hellström | 4:07  |
| 6.  | Rockenroll, blåa ögon - igen                                                                  | Hellström       | Räisänen                   | 4:20  |
| 7.  | Gråsparven när hon sjunger                                                                    | Hellström       | Hellström                  | 4:59  |
| 8.  | Minnen av aprilhimlen                                                                         | Hellström       | Hellström                  | 4:43  |
| 9.  | Mississippi kan vänta                                                                         | Hellström       | Hellström                  | 4:56  |
| 10. | Det är så jag säger det                                                                       | Hellström       | Hellström                  | 4:58  |

## Fakta om låtarna

### Mitt Gullbergs kaj paradis
Släppt som den tredje och sista singeln från albumet den 7 juli 2003 med b-sidan "Himmel blå himmel blå". Nådde som högst sjätte plats på den svenska singellistan.

### Den fulaste flickan i världen
Släppt som den andra singeln från albumet den 17 februari 2003. Nådde som högst plats 22 på den svenska singellistan.

### Kom igen Lena!
Släppt som den första singeln från albumet den 7 oktober 2002 men drogs tillbaka eftersom b-sidan, "När jag ser framåt", var allt för lik "Pie Jesu" av Andrew Lloyd Webber. Släpptes igen i november samma år. Nådde som högst andra plats på den svenska singellistan samt åttonde plats på den norska singellistan.

### Här kommer lyckan för hundar som oss
Släpptes från början som b-sida på singeln "En vän med en bil" den 19 februari 2001. Låtens melodi är tagen från Broder Daniels låt "Son of St Jacobs".

## Medverkande
| Musiker - Håkan Hellström - sång - Daniel "Hurricane" Gilbert - gitarr - Timo Räisänen - gitarr - Oscar Wallblom - bas - Finn Björnulfsson - slagverk, trummor - Fredrik Sandsten - trummor - Stefan Sporsén - blåsinstrument - Jonas Kernell - piano - Gustav Bendt - saxofon - Viktor Brobacke - trombon - Eva Björklund - Beija Flor - Ingrid Brännström - Lotta Sjölin-Cederblom - Pierre Eriksson - dragspel - Sanna Källman - Yohanna Eek | Produktion - Producerad av Håkan Hellström, Johan Forsman (spår: 1 till 4, 6 till 10) och Timo Räisänen (spår: 1 till 4, 6 till 10) - Mixad av Håkan Hellström (spår: 1 till 4, 6 till 10) och Johan Forsman (spår: 1 till 4, 7 till 10) - Håkan "Alf" Åkesson - mastering (Cutting Room Studios, Stockholm) - Carl Hjelte - fotografi - John the Fisherman - skivomslag |

## Listplaceringar
| Lista (2002-2003) | Topplacering |
| ----------------- | ------------ |
| Norge             | 3            |
| Sverige           | 1            |